# Raissa Nikolajewna Kochanowa
Raissa Nikolajewna Kochanowa (russisch Раиса Николаевна Коханова; * 15. Dezemberjul. / 28. Dezember 1906greg. in St. Petersburg; † 1992) war eine sowjetische Architektin.

## Leben
Kochanowas Vater war der Militäringenieur Nikolai Iwanowitsch Kochanow (1875–1931). Sie studierte an dem aus der Kaiserlichen Akademie der Künste entstandenen Leningrader Höheren Institut für Kunst und Technik (LWChTI). 1929 heiratete sie Alexander Iwanowitsch Kikin (1899–1976). 1930 schloss sie das Studium am LWChTI als Ingenieur-Architektin ab.
Kochanowa spezialisierte sich in Leningrad auf die Projektierung von elektrischen Umspannwerken für die Straßenbahnen. Ihr konstruktivistischer Stil verzichtete auf alle traditionellen Formen. Einige Forscher nennen sie als Autorin der Projekte für das Umspannwerk Nr. 11 Komsomolskaja an der Fontanka (erbaut 1931–1932) und das Umspannwerk Nr. 12 Lesnowskaja am Engels-Prospekt (erbaut 1931–1933), obwohl sie bei der Entwicklung der Projekte noch Studentin war. Auch werden ihr die Umspannwerke Nr. 13 Grebezkaja an der Pionirskaja Uliza (erbaut 1933–1934) und Nr. 15 Klinskaja an der Moschaiskaja Uliza (erbaut 1933–1934) zugeschrieben.
Im Deutsch-Sowjetischen Krieg während der Leningrader Blockade beschäftigte sich Kochanowa mit dem Schutz der Architekturdenkmäler der Stadt vor Bombenangriffen, wofür sie die Medaille „Für die Verteidigung Leningrads“ erhielt. Nach dem Krieg beteiligte sie sich an der Restaurierung der Gebäude der Stadt.

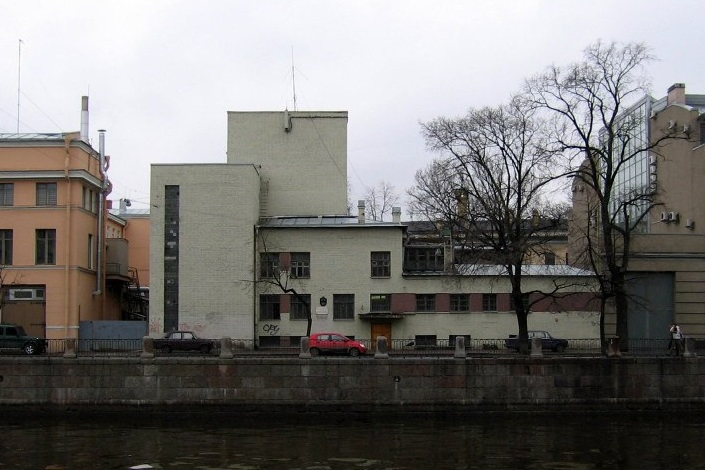
Umspannwerk Nr. 11
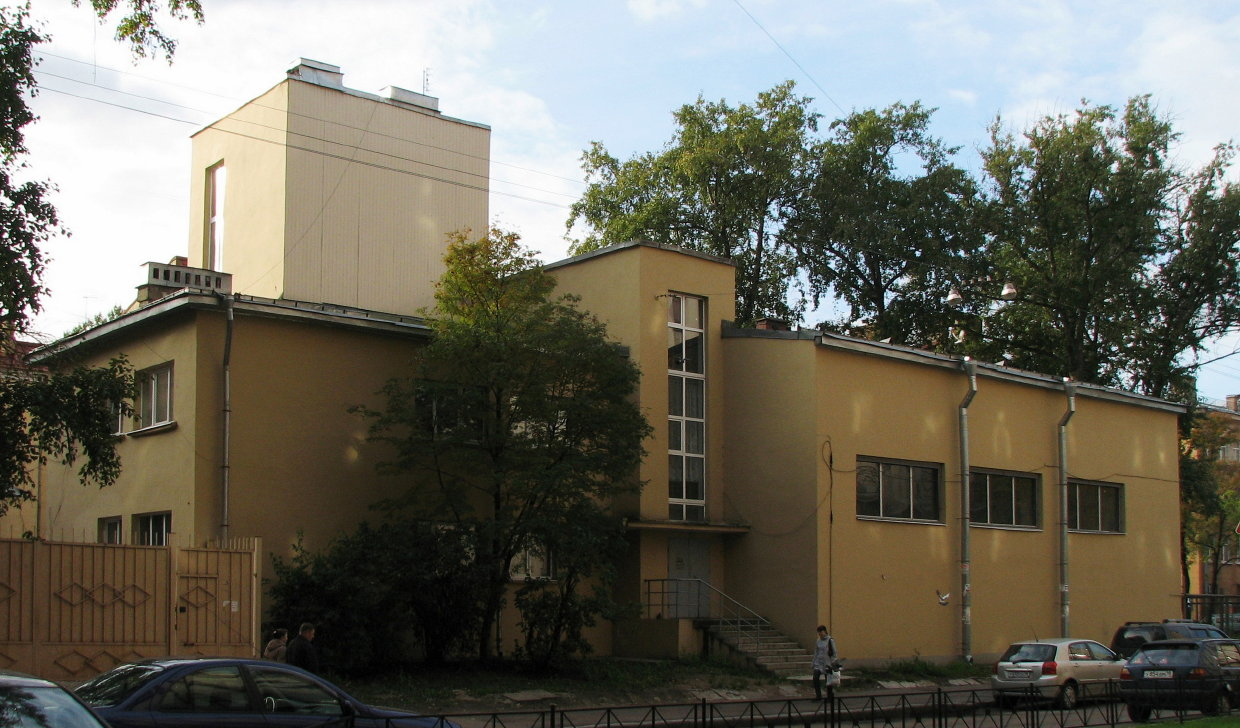
Umspannwerk Nr. 15